# Panaretella
Panaretella is een geslacht van spinnen uit de  familie van de Sparassidae (jachtkrabspinnen).

## Soorten
- Panaretella distincta (Pocock, 1896)
- Panaretella immaculata Lawrence, 1952
- Panaretella minor Lawrence, 1952
- Panaretella scutata (Pocock, 1902)
- Panaretella zuluana Lawrence, 1937